# Toorak

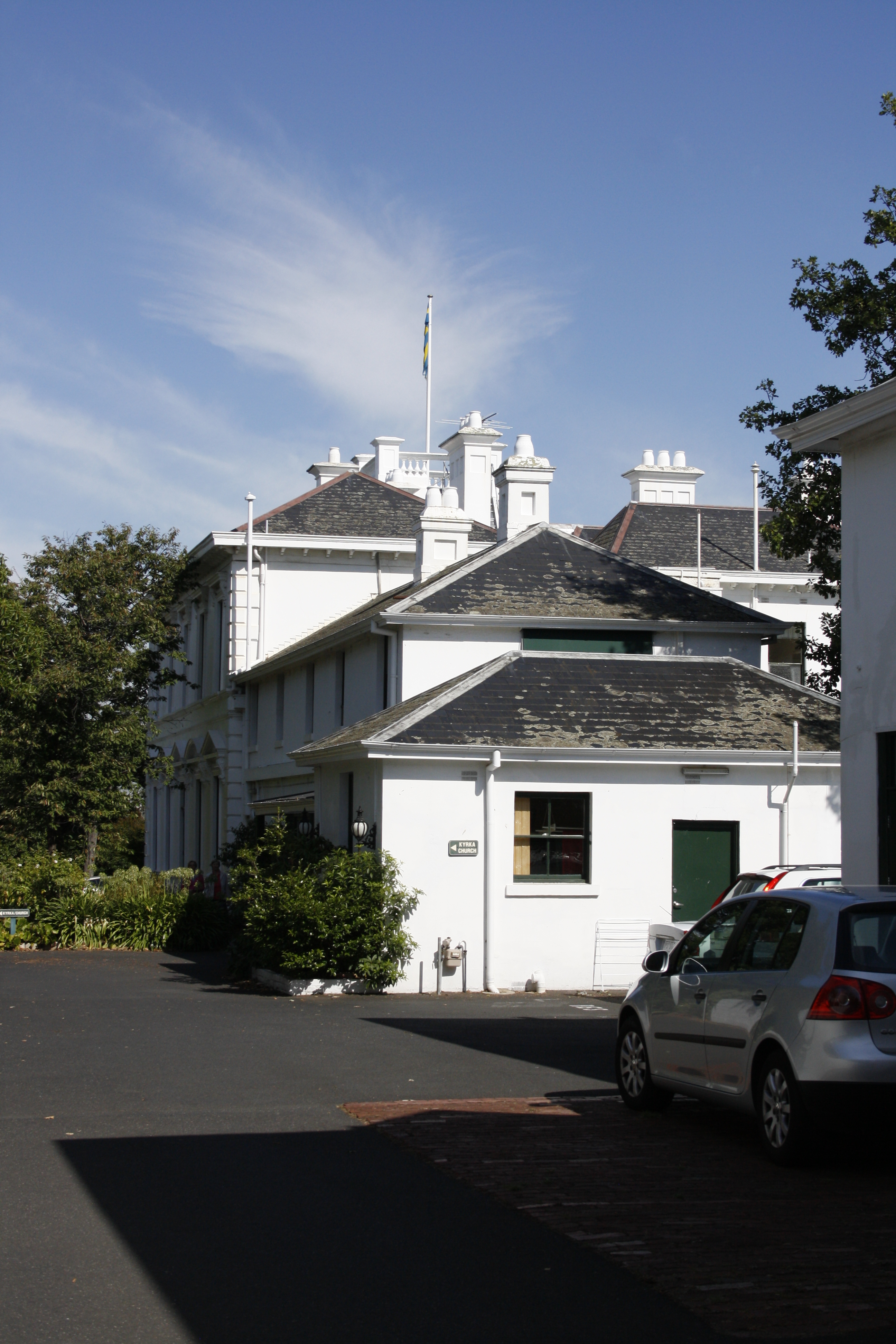
Toorak House

Toorak ist ein Stadtteil von Melbourne, der Hauptstadt des australischen Bundesstaates Victoria. Er ist ein Teil der Local Government Area City of Stonnington. Der Stadtteil, dessen Ursprünge in die 1850er Jahre zurückgehen, liegt rund 3 km südöstlich des Stadtzentrums und zählte 2016 etwa 13.000 Einwohner. Toorak liegt am Südufer des Yarra-Flusses, an dessen gegenüberliegendem Ufer sich der Stadtteil Richmond befindet.
Der Name des Stadtteils wurde dem Anwesen „Toorak House“ entlehnt, das in diesem Gebiet 1849 von einem Melbourner Kaufmann errichtet wurde und bis 1878 auch als Residenz der Gouverneure des Bundesstaates diente. Heute wird es als Konsulat genutzt. Das Wort Toorak entstammt der Sprache der Aborigines und steht wahrscheinlich für „schilfiger Sumpf“ oder „schwarze Krähe“. 
Ab den 1880er Jahren entstanden zahlreiche imposante Herrenhäuser die den Ruf von Toorak begründeten. In den letzten Jahrzehnten wurden viele dieser Häuser durch Apartmentblocks ersetzt.
Toorak gilt als wohlhabendster und exklusivster Stadtteil von Melbourne. Die Immobilienpreise sind die höchsten Australiens und überschreiten selbst die am Hafen von Sydney gelegenen Stadtteile Point Piper und Darling Point. Teure Geländelimousinen (SUVs) werden in Melbourne oft ironisch als Toorak Tractors bezeichnet. Die Toorak Road, die von South Melbourne via South Yarra in westöstlicher Richtung durch Toorak führt, gilt als Einkaufsstraße für den gehobenen Bedarf und ist auch von Restaurationsbetrieben entsprechender Güte gesäumt.

## Personen mit Bezug zu Toorak
- Tup Scott (1858–1910), Cricketspieler
- Malcolm Fraser (1930–2015), Politiker
- Lisa Thompson (* vor 1988), mehrfach ausgezeichnete Szenenbildnerin